# 모유강화제
모유강화제(Human Milk Fortifier)는 모유를 먹는 미숙아들이 모유에 부족한 영양분을 섭취할 수 있도록 도움을 주는 식품으로 칼로리, 단백질, 칼슘, 인, 아연과 다른 비타민이나 미네랄이 들어있다.

## 필요 이유
미숙아에게 모유강화제(Human Milk Fortifier)가 필요한 이유는 태아가 필요한 신체 총 무기질 양의 2/3이상을 임신 제 3기에 모체로부터 획득하게 되므로 34주 이전에 태어나면 충분한 양의 무기질을 획득하지 못하게 되어 무기질 결핍이 높으며 무기질 항상성의 유지에 불리하기 때문이다. 신생아구루병은 1500그램 미만의 극소저체중아의 30%, 1000그램 미만인 초극소저체중아의 75%에서 발생되고 있는 것으로 보고 되고 있으나 골감소증을 예방하려는 시도는 특히 1000그램 미만이나 28주 이전에 출생한 미숙아에서 만삭이 될 때까지 미네랄과 비타민 D의 적절한 보충을 목적으로 해야 한다고 하였다. 또한 만삭에 도달함에 따라 조제유를 수유하든 모유만을 수유하든 수유하는 종류에 관계없이 골미네랄 침착이 급격히 호전된다고 하였고 특별한 치료를 하지 않아도 자연소실 된다고 보고 하였다.